# Лобштедт
Лобштедт (нем. Lobstädt) — посёлок в немецкой федеральной земле Саксония, с 1 апреля 2008 года входит в состав общины Нойкирич.
Подчинён административному округу Лейпциг и входит в состав района Лейпциг. На 2006 год население составляло 2652 человек. Занимает площадь 24,27 км². Официальный код — 14 3 79 430.
Община подразделяется на 3 сельских округа.

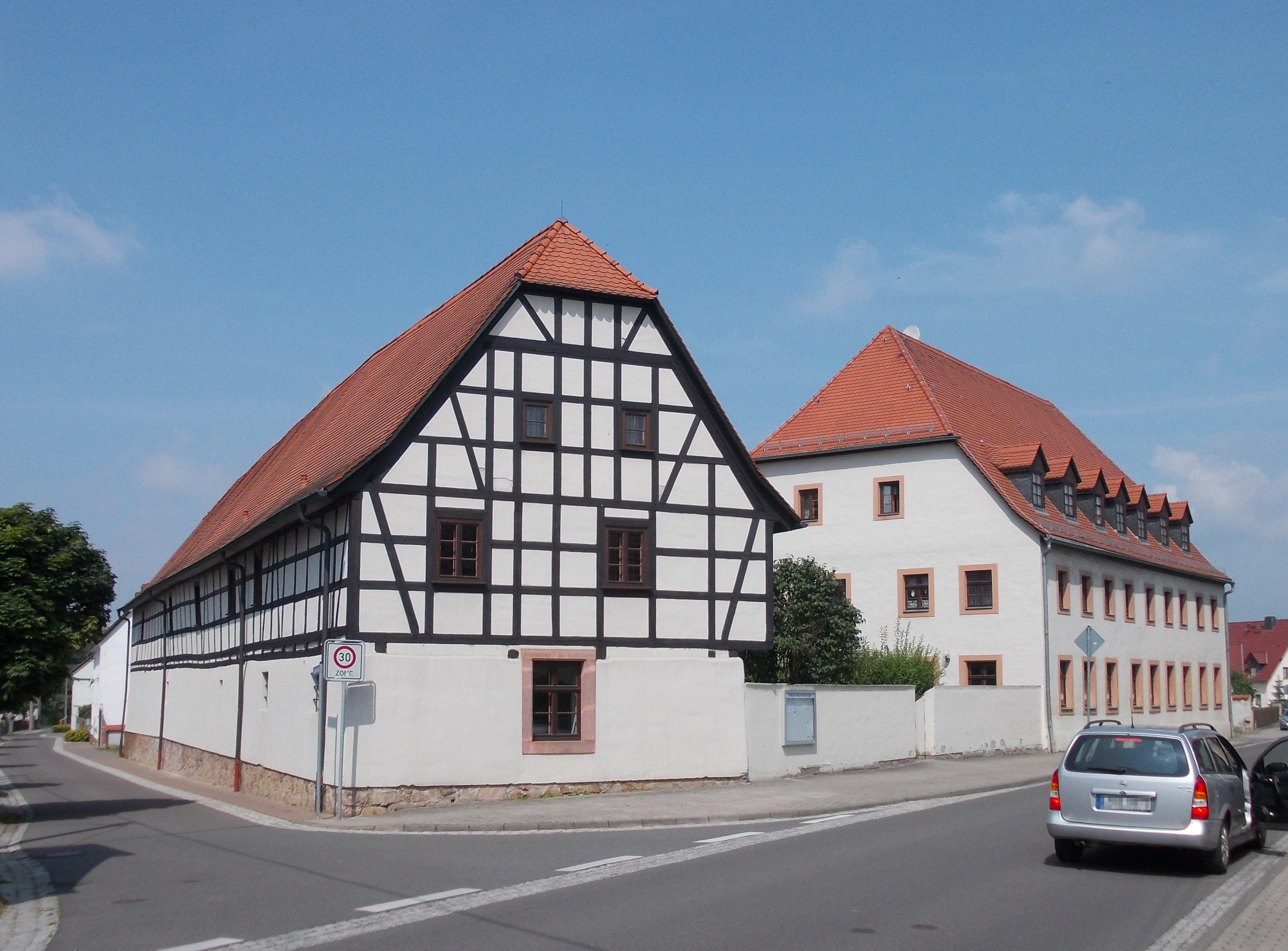
Старая почтовая станция